# Olympische Geschichte der Ukraine
| Gelbes Symbol für Goldmedaillen mit stilisierten Olympischen Ringen | Graues Symbol für Silbermedaillen mit stilisierten Olympischen Ringen | Braundes Symbol für Bronzemedaillen mit stilisierten Olympischen Ringen |
| ------------------------------------------------------------------- | --------------------------------------------------------------------- | ----------------------------------------------------------------------- |
| 38                                                                  | 32                                                                    | 60                                                                      |

Die Ukraine ist seit 1994 bei Olympischen Sommerspielen und Olympischen Winterspielen vertreten.
Das Nationale Olympische Komitee ist das Nazionalnyj olimpijskyj komitet Ukrajiny. Es wurde 1990 gegründet und 1993 vom IOC anerkannt.
Vor 1994 nahmen Sportler aus der heutigen Ukraine unter der Flagge der Sowjetunion beziehungsweise des Vereinten Teams teil.
Die Ukraine trug bis dato (Stand: 2018) keine Olympischen Spiele als Gastgeber aus.

## Allgemeines
Die Ukraine nahm erstmals bei den Olympischen Winterspielen 1994 mit einer Delegation von 37 Sportlern teil und gewann zwei Medaillen. Gleich bei der ersten Teilnahme an Olympischen Sommerspielen 1996 wurden 23 Medaillen errungen, darunter neun Mal Gold, was Platz 9 im Medaillenspiegel bedeutete.
Die bis dato größte Delegation wurde bei den Olympischen Sommerspielen 2008 mit 243 Sportlern entsendet.

## Übersicht der Teilnahmen

### Sommerspiele
| Jahr   | Athleten | Flaggenträger (Eröffnungsfeier)       | Medaillen | Medaillen | Medaillen | Medaillen | Medaillen |
| Jahr   | Athleten | Flaggenträger (Eröffnungsfeier)       |           |           |           | Gesamt    | Rang      |
| ------ | -------- | ------------------------------------- | --------- | --------- | --------- | --------- | --------- |
| 1996   | 231      | Serhij Bubka                          | 9         | 2         | 12        | 23        | 9         |
| 2000   | 230      | Jewhen Braslawez                      | 3         | 10        | 10        | 23        | 21        |
| 2004   | 239      | Denys Sylantjew                       | 8         | 5         | 9         | 22        | 13        |
| 2008   | 243      | Jana Klotschkowa                      | 7         | 4         | 11        | 22        | 12        |
| 2012   | 238      | Roman Hontjuk                         | 6         | 4         | 10        | 20        | 14        |
| 2016   | 230      | Mykola Miltschew                      | 2         | 5         | 4         | 11        | 31        |
| 2020   | 157      | Olena Kostewytsch, Bohdan Nikischyn   | 1         | 6         | 12        | 19        | 44        |
| 2024   | 140      | Elina Switolina, Mychajlo Romantschuk | 3         | 5         | 4         | 12        | 22        |
| Gesamt | 1524     | 8 Teilnahmen                          | 39        | 41        | 72        | 152       | 28        |

### Winterspiele
| Jahr   | Athleten | Flaggenträger                           | Medaillen | Medaillen | Medaillen | Medaillen | Medaillen |
| Jahr   | Athleten | Flaggenträger                           |           |           |           | Gesamt    | Rang      |
| ------ | -------- | --------------------------------------- | --------- | --------- | --------- | --------- | --------- |
| 1994   | 37       | Wiktor Petrenko                         | 1         | 0         | 1         | 2         | 13        |
| 1998   | 56       | Andrij Derysemlja                       | 0         | 1         | 0         | 1         | 18        |
| 2002   | 68       | Olena Petrowa                           | –         | –         | –         | –         | –         |
| 2006   | 52       | Natalja Jakuschenko                     | 0         | 0         | 2         | 2         | 25        |
| 2010   | 52       | Lilia Ludan                             | –         | –         | –         | –         | –         |
| 2014   | 45       | Walentyna Schewtschenko                 | 1         | 0         | 1         | 2         | 20        |
| 2018   | 33       | Olena Pidhruschna                       | 1         | 0         | 0         | 1         | 21        |
| 2022   | 45       | Oleksandra Nasarowa Oleksandr Abramenko | 0         | 1         | 0         | 1         | 23        |
| Gesamt | 388      | 8 Teilnahmen                            | 3         | 2         | 4         | 9         | 29        |

### Jugend-Sommerspiele
| Jahr   | Athleten | Flaggenträger       | Medaillen | Medaillen | Medaillen | Medaillen | Medaillen |
| Jahr   | Athleten | Flaggenträger       |           |           |           | Gesamt    | Rang      |
| ------ | -------- | ------------------- | --------- | --------- | --------- | --------- | --------- |
| 2010   | 55       | Alina Komaschtschuk | 9         | 9         | 15        | 33        | 4         |
| 2014   | 58       |                     | 7         | 8         | 8         | 23        | 6         |
| 2018   |          |                     |           |           |           |           |           |
| Gesamt | 113      | 3 Teilnahmen        | 16        | 17        | 23        | 56        | 3         |

### Jugend-Winterspiele
| Jahr   | Athleten | Flaggenträger  | Medaillen | Medaillen | Medaillen | Medaillen | Medaillen |
| Jahr   | Athleten | Flaggenträger  |           |           |           | Gesamt    | Rang      |
| ------ | -------- | -------------- | --------- | --------- | --------- | --------- | --------- |
| 2012   | 23       | Anton Dukatsch | 0         | 1         | 0         | 1         | 24        |
| 2016   | 13       |                | 1         | 0         | 0         | 1         | 17        |
| Gesamt | 36       | 2 Teilnahmen   | 1         | 1         | 0         | 2         | 20        |